# Чуваши-мусульмане
Чува́ши-мусульма́не (чув. Чăвашсем-мăсăльмансем) — этнорелигиозная группа в составе чувашей, исповедующая ислам.

## История
В 922 году хан Алмуш объявляет ислам в качестве государственной религии Волжской Булгарии, но упорствовавшие в язычестве жители Волжской Булгарии ушли за Волгу в X—XIII веках и оставались язычниками. Они стали в последующем основой для формирования чувашского этноса.
К XV—XVI веках среди чувашей были распространены татарские имена и мусульманская культура, однако реального воздействия ислама не было.
В XVIII веке принятие чувашами ислама носило эпизодический характер и охватывало районы совместного чувашско-татарского или чувашско-башкирского проживания. Активизация исламской проповеди среди чувашей-язычников наблюдалась в 1740-х годах, и результатом её воздействия стало обращение небольших групп чувашей в ислам, в основном в Казанской, Уфимской и Симбирской губерниях. Влияние ислама на чувашей усилилось после объявления свободы вероисповедания в конце XVIII века. При этом существовала и тайная форма исповедания ислама, характерная для православных чувашей.
Распространение ислама в XIX веке было связано с нарастающим влиянием на чувашей татарской культуры и с влиянием массового «возвращения» в ислам крещёных татар, что было связано с просветительской деятельностью мулл. Особенно это проявлялось в Симбирской, Саратовской, Казанской, Самарской, Оренбургской и Уфимской губерниях. Официально же, по переписи 1897 года, в Симбирской, Томской, Казанской, Саратовской, Самарской, Оренбургской губерниях проживало 330 чувашей-мусульман.
Самая масштабная «исламизация» чувашей в Урало-Поволжье произошла после Манифестов 17 апреля и 17 октября 1905 года, объявивших свободу вероисповедания. Переход в ислам привёл в первые десятилетия XX века к росту численности чувашей-мусульман до 2334 человек. Также исповедание ислама привело к началу XX веку к отатариванию около 12 тысячи чувашей.
Начиная с 20-х годов XX века темпы исламизации замедлились под влиянием социально-политических факторов (см. Религия в СССР). Основными факторами перехода чувашей в ислам стали близкое соседство с мусульманами, их социокультурное и экономическое взаимодействие. В течение XX века заметно сузилась география «чувашского ислама», а его доктрина и культовая практика испытали существенную трансформацию. Несмотря на это, мусульманский сегмент в культуре современного чувашского этноса сохраняется, и этноконфессиональная группа чувашей-мусульман является неотъемлемой частью его структуры.
На распространение ислама среди чувашей влияла география их расселения, то есть проживание среди татар, пропаганда ислама татарами, схожесть социального статуса с мусульманами, распространение татарского языка. Основной же причиной принятия ислама чувашами был мировоззренческий и социальный кризис, который испытывало население под влиянием распространявшихся мировых религиозно-философских систем и общественно-политической жизни в стране.
Чуваши-мусульмане неплохо осведомлены о географии селений, в которых проживают близкие им по вере и культуре соплеменники. В современной культуре чувашей-мусульман мусульманские элементы тесно переплетаются с языческими элементами.

## Расселение
Современная география чувашей-мусульман охватывает селения Урала и Поволжья, но относительно многочисленные и культурно обособленные группы обитают в Приуралье (Республика Башкортостан, Оренбургская область), Заволжье (Самарская область) и Закамье (Республика Татарстан).

## Коран на чувашском языке
В ноябре 2012 года в Чувашии вышел в свет перевод сур Корана на чувашский язык. Новое издание содержит «одну седьмую часть всего толкования» священной книги мусульман. Над переложением с русского языка на чувашский молодой журналист и переводчик Руслан Сайфутдинов работал шесть лет. Его труд прошёл экспертизу специальной комиссии Духовного управления мусульман Чувашии.